# Popówka (rzeka)
Popówka – potok w dorzeczu Odry, prawy dopływ potoku Młynówki, płynący w całości na terenie gminy Stronie Śląskie (województwo dolnośląskie).

## Opis
Źródła znajdują się na zachodnich zboczach Gołogóry w Górach Bialskich, na wysokości około 750 m n.p.m. Płynie głęboko wciętą, stromą doliną ku północnemu zachodowi najpierw świerkowym lasem regla dolnego, później wśród łąk w szerokiej dolinie Białej Lądeckiej i pomiędzy przysiółkiem Popków a Goszowem wpada do Młynówki.

## Budowa geologiczna
Potok płynie przez obszar zbudowany z łupków łyszczykowych, niżej z różnych odmian gnejsów gnejsów gierałtowskich – skał metamorficznych należących do metamorfiku Lądka i Śnieżnika.

## Ochrona przyrody
Potok płynie przez Śnieżnicki Park Krajobrazowy.

## Turystyka
Wzdłuż Popówki prowadzi:
- – żółty szlak turystyczny ze Stronia Śląskiego przez Czernicę do Bielic[1][2].